# 桂州都督府
桂州都督府，唐代都督府之一。武德四年（621年）于桂州置总管府，管桂、象、静、融、贺、乐、荔、南昆、龙九州及定州一总管。七年改为都督府。貞觀时，督有桂、昭、贺、富等十七州及纡、归思、思顺等七羁縻州。后邕州、容州自为都督府，仅督有桂、昭等十五州。
天寶节度使兴起后，所辖各州归属桂管经略使，经略使的职事官为桂州都督。
| 唐朝桂州都督府辖州 | 唐朝桂州都督府辖州 |
| ------------------ | --- |
| 624年—626年        | 桂州、乐州、贺州、荔州、靜州、象州、南昆州、融州、龙州、南恭州、燕州、梧州 |
| 626年—627年        | 桂州、乐州、贺州、荔州、靜州、象州、南昆州、融州、龙州、南恭州、燕州、梧州（增设晏州） |
| 627年—628年        | 桂州、乐州、贺州、荔州、靜州、象州、南昆州、融州、龙州、南恭州、燕州、梧州、晏州（玉州、钦州、南亭州来属）                                                                                                   |
| 628年—631年        | 桂州、乐州、贺州、荔州、靜州、象州、南昆州、融州、龙州、南恭州、燕州、梧州、晏州、钦州（废玉州、南亭州） |
| 631年—632年        | 桂州、乐州、贺州、荔州、靜州、象州、南昆州、融州、龙州、南恭州、燕州、梧州、晏州、钦州（增设宾州） |
| 632年—633年        | 桂州、乐州、贺州、荔州、靜州、象州、南昆州、融州、龙州、南恭州、燕州、梧州、晏州、钦州、宾州（藤州、越州、白州、铜州、绣州、郁州、姜州、南尹州、南宕州、南方州、南简州、南晋州来属，废郁州）                 |
| 633年—634年        | 桂州、乐州、贺州、荔州、靜州、象州、南昆州、融州、梧州、晏州、钦州、藤州、越州、白州、铜州、绣州、姜州、南宕州、南简州、南晋州（南恭州改名蒙州、燕州改名龚州，与南方州、南尹州、宾州改属龚州都督府，废龙州） |
| 634年—636年        | 桂州、贺州、荔州、象州、融州、梧州、晏州、钦州、藤州、白州、绣州、姜州（乐州改名昭州、靜州改名富州、铜州改名容州、南宕州改名潘州、越州改名廉州、南简州改名横州、南晋州改名邕州、南昆州改名柳州）             |
| 636年—638年        | 桂州、贺州、荔州、象州、融州、梧州、晏州、钦州、藤州、白州、绣州、昭州、富州、容州、潘州、廉州、横州、邕州、柳州（废姜州）                                                                                   |
| 638年—641年        | 桂州、贺州、象州、融州、梧州、钦州、藤州、白州、绣州、昭州、富州、容州、潘州、廉州、横州、邕州、柳州（增设笼州、瀼州、环州、古州，废荔州、晏州）                                                             |
| 641年—643年        | 桂州、贺州、象州、融州、梧州、钦州、藤州、白州、绣州、昭州、富州、容州、潘州、廉州、横州、邕州、柳州、笼州、瀼州、环州、古州（龚州、蒙州、澄州、貴州、宾州、燕州来属）                                       |
| 643年—644年        | 桂州、贺州、象州、融州、梧州、钦州、藤州、白州、绣州、昭州、富州、容州、潘州、廉州、横州、邕州、柳州、笼州、瀼州、环州、古州、龚州、蒙州、澄州、貴州、宾州、燕州（增设粤州）                                 |
| 644年—649年        | 桂州、贺州、象州、融州、梧州、钦州、藤州、白州、绣州、昭州、富州、容州、潘州、廉州、横州、邕州、柳州、笼州、瀼州、环州、古州、龚州、蒙州、澄州、貴州、宾州、粤州（废燕州）                                   |
| 649年—650年        | 桂州、贺州、象州、融州、梧州、钦州、藤州、昭州、富州、横州、邕州、柳州、笼州、瀼州、环州、古州、龚州、蒙州、澄州、貴州、宾州、粤州（容州、廉州、白州、绣州改属容州都督府，废潘州，增设淳州）                 |
| 650年—667年        | 桂州、贺州、象州、融州、梧州、钦州、藤州、昭州、富州、横州、邕州、柳州、笼州、瀼州、环州、古州、龚州、蒙州、澄州、貴州、宾州、粤州、淳州（增设严州）                                                         |
| 667年—681年        | 桂州、贺州、象州、融州、梧州、藤州、昭州、富州、柳州、环州、古州、龚州、蒙州、严州（邕州、宾州、澄州、貴州、钦州、笼州、瀼州、横州、淳州改属邕州都督府，粤州改名宜州，增设芝州）                             |
| 681年—692年        | 桂州、贺州、象州、融州、梧州、藤州、昭州、富州、柳州、环州、古州、龚州、蒙州、严州、宜州、芝州（增设思唐州）                                                                                                 |
| 692年—699年        | 桂州、贺州、象州、融州、梧州、藤州、昭州、富州、柳州、环州、古州、龚州、蒙州、严州、宜州、芝州、思唐州（增设潯州）                                                                                           |
| 699年—705年        | 桂州、贺州、象州、融州、梧州、藤州、昭州、富州、柳州、环州、古州、龚州、蒙州、严州、宜州、芝州、思唐州、潯州（增设武安州）                                                                                   |
| 705年—711年        | 桂州、贺州、象州、融州、梧州、藤州、昭州、富州、柳州、环州、古州、龚州、蒙州、严州、宜州、芝州、思唐州、潯州、武安州（笼州、瀼州来属）                                                                       |
| 711年—714年        | 桂州、贺州、象州、融州、梧州、藤州、昭州、富州、柳州、环州、古州、龚州、蒙州、严州、宜州、芝州、思唐州、潯州、武安州（笼州、瀼州改属邕州都督府）                                                             |
| 714年—728年        | 桂州、贺州、象州、融州、梧州、昭州、富州、柳州、环州、古州、龚州、蒙州、严州、宜州、芝州、思唐州、潯州（连州来属，藤州改属容州都督府，废武安州）                                                             |
| 728年—733年        | 桂州、贺州、象州、融州、梧州、昭州、富州、柳州、环州、古州、龚州、蒙州、宜州、芝州、思唐州、潯州、连州（严州改属邕州都督府）                                                                                 |
| 733年—736年        | 桂州、贺州、象州、融州、梧州、昭州、富州、柳州、环州、古州、龚州、蒙州、宜州、芝州、思唐州、潯州（连州改属广州都督府）                                                                                       |
| 736年—使职化       | 桂州、贺州、象州、融州、梧州、昭州、富州、柳州、环州、古州、龚州、蒙州、芝州、潯州（宜州改名粤州，思唐州改为羁縻州）                                                                                         |

羁縻州
| 原来归属、名称       | 州名   | 现在地名                 | 备注                                                            |
| -------------------- | ------ | ------------------------ | --------------------------------------------------------------- |
| 招慰蛮獠             | 钧州   | 四川省通道县             | 638年置，元和初年废入叙州                                       |
| 招慰蛮獠             | 纡州   | 广西忻城县新纡乡         | 638年置                                                         |
| 招慰蛮獠             | 蕃州   | 广西宜州市北牙乡老村     | 638年置                                                         |
| 招慰蛮獠             | 智州   | 广西都安县隆福乡         | 638年置                                                         |
| 招慰蛮獠             | 文州   | 广西巴马县巴马镇盘阳村   | 638年置                                                         |
| 招慰蛮獠             | 田州   | 广西田东县祥周镇         | 638年置，667年改属邕州都督府，神龙年间来属，711年改属邕州都督府 |
| 分古州置，招慰守宫獠 | 鸿州   | 贵州黎平县洪州镇         | 655年置，698年改属庄州都督府                                    |
| 招慰西赵蛮           | 抚水州 | 广西环江县明伦镇         | 655年置，698年改属庄州都督府                                    |
| 分环州置，招慰俚獠   | 琳州   | 广西河池市九圩镇在良村   | 655年置，698年改属庄州都督府                                    |
| 分文州置             | 兰州   | 广西凤山县袍里乡         | 655年置                                                         |
| 招慰蛮獠             | 洞监州 | 云南富宁县剥隘镇         | 655年置，667年改属邕州都督府，神龙年间来属，711年改属邕州都督府 |
| 分柳州置             | 归化州 | 广西柳江县洛满镇古洲村   | 677年置                                                         |
| 分柳州置             | 思顺州 | 广西柳江县三都镇         | 678年置                                                         |
| 分严州置             | 归恩州 | 广西忻城县安东乡拉共村   | 678年置                                                         |
| 分宜州置             | 温泉州 | 广西忻城县欧洞乡         | 678年置，天宝年间改为温泉郡                                     |
| 分蕃州置             | 述昆州 | 广西都安县加贵乡加参底村 | 678年置                                                         |
| 分智州置             | 金城州 | 广西都安县三只羊乡巴故村 | 678年置                                                         |
| 招慰蛮獠黄氏         | 左州   | 广西崇左市左州镇         | 667年置属邕州都督府，神龙年间—711年属桂州都督府                 |
| 分邕州置             | 思恩州 | 广西平果县旧城镇         | 667年置属邕州都督府，神龙年间—711年属桂州都督府                 |
| 招慰蛮獠             | 思诚州 | 广西大新县硕龙镇伏隆村   | 667年置属邕州都督府，神龙年间—711年属桂州都督府                 |
| 分添州、鼓州置       | 归乐州 | 广西田林县乐里镇         | 667年置属邕州都督府，神龙年间—711年属桂州都督府                 |
| 分瀼州置             | 思同州 | 广西扶绥县中东镇思同村   | 667年置属邕州都督府，神龙年间—711年属桂州都督府                 |
| 分笼州置             | 谈州   | 广西崇左市新和镇         | 667年置属邕州都督府，神龙年间—711年属桂州都督府                 |
| 招慰笼州蛮獠         | 石西州 | 越南北𣴓省班文           | 667年置属邕州都督府，神龙年间—711年属桂州都督府                 |
| 招慰蛮獠             | 七源州 | 越南谅山省七溪           | 667年置属邕州都督府，神龙年间—711年属桂州都督府                 |
| 招慰蛮獠             | 武峨州 | 越南太原省武崖           | 667年置属邕州都督府，神龙年间—711年属桂州都督府                 |
| 正州降级             | 思唐州 | 广西平南县马练乡         | 736年思唐州降级，天宝年间改为武郎郡，780复为正州                |
| 正州降级             | 芝忻州 | 广西忻城縣               | 759年芝州改                                                     |
| 正州降级             | 古州   | 贵州从江县丙妹镇         | 777年古州降级，贞元年间废                                       |
| 正州降级             | 宜州   | 广西宜州市庆远镇         | 777年宜州降级，813复为正州                                      |
| 正州降级             | 环州   | 广西环江县思恩镇地理村   | 777年环州降级，大中年间复为正州                                 |
| 分古州置             | 格州   | 广西三江县老堡乡         | 777年置，大中年间改名古州，为正州                               |
| 正州降级             | 镇宁州 | 广西南丹县车河镇         | 780年置                                                         |

唐朝桂州都督
- 李袭志（624年—贞观年间）
- 李瑰（贞观年间）
- 张有德（贞观年间）
- 张士贵（633年）
- 张宝德（638年）
- 李弘节（638年—639年）
- 柳楚贤（贞观年间）
- 刘伯英（651年）
- 褚遂良（657年）
- 李震（唐高宗前期）
- 独孤讷（唐高宗前期）
- 李乾祐（乾封年间）
- 权知节（唐高宗时）
- 秦无害（唐高宗时）
- 周道务（唐高宗时）
- 高睿（696年）
- 裴怀古（703年）
- 萧执珪（703年之后）
- 薛孤知素（武周末年）
- 薛季昶（神龙初年）
- 韦玄泰（708年）
- 赵慎微（710年）
- 王晙（710年—712年）
- 裴伷先（开元初年）
- 杨茂谦（开元年间）
- 光楚客（开元年间）
- 李尚隐（725年）
- 员嘉静（727年前）
- 李某（730年前）
- 张九龄（730年—731年）
- 苗延嗣（开元年间）
- 权若讷（开元年间）
- 郭敬之（开元年间）
- 陈思应（开元年间）
- 刘缮（唐玄宗时）
- 冯古璞（749年）
- 桂管经略使（755年之后）